# تل عار غربیه
تل عار غربیه (به عربی: تل عار غربیة) یک روستا در سوریه است که در ناحیه اخترین واقع شده‌است. تل عار غربیه ۹۸۸ نفر جمعیت دارد.